# 若林彰
若林 彰（わかばやし あきら、1926年12月26日 - 2013年10月22日）は日本の俳優、演出家、戯曲翻訳家。本名は若林忠昭（わかばやし ただあき）。上海出身（一族は水戸市）、血液型はO型、身長178cm、趣味は鳥類飼育、犬猫ブリード。長男は若林忠宏、長女は若林マリ子で共に音楽家。

## 来歴・人物
1926(昭和元)年12月26日、上海に生まれる。当時父親は、日本水産から独立し上海で海鮮問屋を経営。一家は、上海と若林家の地元茨城県水戸と東京荻窪の別宅を行き来する。代々一族は、水戸藩の足軽頭(馬廻組頭)もしくは書院番を勤め、長男には「忠」の文字を入れることが家訓であった。昭和元年に生まれたため「忠昭」となり、水戸藩士からは十一代目。十二代目の長男「忠宏(民族音楽演奏家)」で「忠の字」は途絶える。

### 幼少・少年時代
封建的な家に生まれ育ち、厳格な父親に怯え、しばしば台所で独り涙を堪える母親を案じながら、五人兄弟の四番目にやっと生まれた長男（唯一の男子）であったため、歳が離れた姉たちからも殿様のような扱い（逆に姉弟の心の通い合いは得られなかった）を受け、かなり過保護に育てられた。それでも父親と共に自然や生き物をこよなく愛し、怪我をした野鳥を拾って来た時、厳格だった父親が鳥小屋を自作してくれたことが数少ない嬉しい想い出であり、それがきっかけで、鳥類飼育と物作りに目覚めたと言う（生前の本人談）。
その一方幼少期に、日本人が中国人を蔑視冷遇する姿を見ながら、社長令息として経済的に恵まれた少年時代を過ごす。
小学校四年の時、東京杉並の大病院で「取らないでもよかった扁桃腺の手術」の際、輸血血液型の医療過誤で臨死体験をする。当時しばらく荻窪の家で暮らし、武蔵野の豊かな自然の中で最も相応しい自然な感性を育む。が、それも戦争によって行く手を阻まれる。この頃、親しい学友を玉川上水で失った。太宰治が入水した同上水は、当時「人喰い川」と恐れられていた。
これら幼少・少年時代の出来事は、複雑な心理感情を内在させ、自身に対する激しい自壊を携えながら、演劇という情感芸術の世界に身を投じ、貧富、階級、戦争と平和、男尊女卑、封建制と自由主義、反骨と反体制、自然崇拝と宗教、敬慕と自己愛の投影、エゴと献身、夢や希望と宿命、などなど様々な両極端の対峙の中で苦悶の思春期を過ごす。

### 戦中・青年時代
府立第十中学(後の都立西高)から早稲田高等学院(現在の早稲田大学)に進学するが、「肌に合わない」と自ら辞し、慶應大学仏文科に編入。同級生はほとんど出兵したが、幼少期からの病弱で検査に合格せず、兵役を免れる。
戦地から戻らなかった旧友も多く、強く自壊自責の念に駆られる。加えて早稲田の級友には「慶應に行った裏切り者」扱いを受け、慶應の級友からは「信用ならん」の扱いを受ける。その頃既に英語、仏語の才能が開花すると共に、英仏原典、数々の日本文学を読み漁る。

### 戦後
終戦後は、持ち前の語学力を発揮しGHQ(丸の内の本部)に勤務。その後大手商社に内定するが、結核を煩い入院。退院後1954年（昭和29年）、慶応時代からの友人の文学座演出部中西由美（後に三百人劇場・劇団昴演出家）のツテで文学座研究生に採用されるが、同期の加藤武(1929〜2015)、吉田美登留などより三年遅れてのスタートとなる。

## 演劇歴

### 文学座時代 (前期)
1956年（昭和31年）に文学座演出部長に就任した三島由紀夫に見出され、前年迄台詞無しの研究生であったのが、三島作品「聖女」で一気に準主役級(ウクレレを弾く男)に抜擢。同時期に中西由美の義妹と初婚、同年長男生まれるが、心筋症を発症し稽古が休みがちになり研究生分相応に戻される。
その頃、収入のためもあって、少年期の趣味であった鳥類飼育、犬猫ブリーダーの副業にのめり込む。
犬猫は当時のトップブランド、「コリー犬」「シャム猫」で、鳥類は、飼育が難しいとされる野鳥（当時は規制が緩かった）から「金鶏、銀鶏」などの猛禽類、果ては「インド孔雀」まで数十種飼育し、TVの大自然や動物ドキュメンタリーを食い入る様に観、雑誌『世界の秘境』を定期購読していたともいわれる（長男談）。
1958年（昭和33年）後半に結核が再発。二年以上入院し、退院後も一年の療養を余儀なくされた。退院後文学座に復帰するが同期研究生は先に進み、数年後輩の江守徹らに追いつき追い越される形となったが、家族の説得で決意し文学座に踏みとどまる（長男談）。
1963年（昭和38年）遅れて「準座員」に昇格するが、敬愛する芥川比呂志が筆頭となり、加藤和夫、加藤治子、高橋昌也、仲谷昇、名古屋章、山﨑努、岸田今日子、および義姉を含む中核29名が大量脱退(同年1月)し、同年年末には、盟友三島由紀夫他10数名が脱退する。ここでも苦悶の末に文学座に踏みとどまることを決意。必然的に翌年早々に正座員に昇格し、数多くの助演の大役を任される。

### 文学座時代 (後期)
1963年（昭和38年）頭と年末の主力俳優および演出家の大量脱退によって、芥川組は現代演劇協会・劇団雲を創立し、三島組は、NLT(新文学座)を結成。
日本の劇団演劇は、小山内薫、岸田国士らの系譜を引き、ゴーリキー、チェーホフなどの古典を主格とする古典派、
より一層左翼的傾向や反体制社会演劇を主格とする派、
社会主義にこだわらないが既成概念の打破を意図する前衛・アングラ派、
それらとは全く逆に、正統派演劇で芸術性を高めようとする派から、大衆性・娯楽性を目指す派など、「演劇」「劇団演劇」のスタンダードの概念が構築されないまま多様化と渾沌の時代に突入して行った。
そのような時代にあった若林 彰は、文学座ではある程度の役を得るも、江守徹ら若手と娯楽性を求める文学座の方向転換の中、苦悶の日々を迎えた。
それでも1965年（昭和40年）には、語学力を活かして日本で初めて翻訳・紹介したスペイン生まれでフランスで活躍していたF.アラバール作品の翻訳が文学座に採用され、当時演劇雑誌の双璧であった「テアトロ」「新劇」誌でも発表された。
同年の文学座が中心となって15劇団に呼掛けて行われた日中友好文化使節団のメンバーとして杉村春子、荒木道子らと中国へ。35年ぶりに生まれ故郷の地を踏み、しばらく毛沢東贔屓であったという。
同時期に寺山修司、佐々木昭一郎に見出され、文学座からの派遣の他にも幾つかのTV、ラジオドラマに出演した。中でも1966年（昭和41年） NHKラジオドラマ「コメット・イケヤ(寺山修司作品)」は、イタリア賞グランプリを受賞じ、寺山・佐々木両雄との絆が深まった。
文学座では、1967年（昭和42年）の文学座30周年記念公演「シラノ・ド・ベルジュラック」、1969年（昭和44年）の国立劇場での「五稜郭血書」といった、名門老舗劇団の貫禄を面目躍如する大舞台で重役を務めるとともに、両大舞台の狭間の1968年（昭和43年）4月には、文学座から派遣され、当時西側諸国の前衛演劇の拠点であった仏ナンシー国際青年演劇祭にオブザーバー参加し、その足でパリで行われたピーター・ブルック・プロジェクトに参加し、文学座代表として、芥川比呂志、笈田勝弘、利光哲夫、と同席した。

### 文学座から国際青年演劇センターへ
文学座の最後の二年間は、ほぼ席を置くだけに留まり、文学座俳優としては「五稜郭血書で全てを出し切った」という(長男伝聞)。
その重複期間の1970年（昭和45年）、仏ナンシーで親交を深めた総監督J.ラングとの密な連絡が発展し「ナンシー・演劇フェスティヴァル日本開催」を目指して前田 允 (仏文学者）中本信幸（露文学者）らと同フェスの「日本連絡事務所」を創設し、「テアトロ」「新劇」「悲劇喜劇」「国際演劇年鑑」などで日本開催の意義を訴えると共に、多数の演劇人に呼びかけを行った。
その結果、前田・中本に加え、竹内敏晴 (演出家)、利光哲夫 (翻訳・演劇評論家／テアトロ編集長)、米本一夫 (演出、日大鶴が丘演劇講師)、鍛冶 昇 (演出・制作／映画監督)、遠藤啄郎 (俳優・戯曲家／横浜ボートシアター)、舟木日夫 (俳優・制作・演劇評論)、塩谷 敬 (仏文学、後の静岡大学教授)、湯浅 実 (俳優：青年座)、戸張規子 (フランス文学／慶応名誉教授)と行った錚々たるメンバーを抱き込んで1970年4月、「国際青年演劇センター(以下略称のKSEC)」を創設した。同年と翌年には、アラバール2作品の日本初公演を、KSEC主催で達成している。
翌1971年（昭和45年）には、4月のナンシー参加の他に、10月には、ナンシーの双璧であり当時東側諸国の前衛演劇の拠点であったヴロツワーフ(ポーランド)演劇祭に新作狂言を送り込み、翌月には、マニラで第一回が開催された第三世界演劇祭にオブザーバーとして赴いた。
しかも同年8月には、J.ラングの日本招待を実現し、日本の演劇界の重鎮から文化庁、全国の自治体を回り「日本開催」の基盤作りに尽力する。
しかし、ナンシー演劇祭の基本である、非営利、非国家政権を日本で1970年代初頭に説くことは無謀に近く、「ことなかれ的で日和見的な保守主義」と一部の仲間、同業の抜け駆けや足の引っ張り合い、嫉妬などもあったところに、J.ラングの勇み足(彼はその一二年後仏政界入りをした)もあって、若林 彰は「日本開催」から手を引くこととなる。

### 国際青年演劇センター独自運営
ナンシー演劇祭日本開催が頓挫し気運覚め切った後、若林 彰は、1972年（昭和47年）、文学座を正式に退座し「国際青年演劇センター(KSEC)」を新たに独自運営することを決意する。その目的は、ナンシーの一件で痛感した「日本演劇界の改革」と、同時進行で追いついて行かねばならない世界の演劇の急速な進化発展の先頭グループに存在しながら日本独自の演劇を創作発表し世界に問い、そして学び、それを日本演劇界に還元することであった。その時代を先取り（いずれも10年以上故に、先見の妙と言うよりは、「早過ぎた」の評が多い）した独自な創作の主なものは以下の通りである。

#### コラボレイションの先駆
- 能・狂言でベルギーPre前衛作家M.ゲルドロード作品をベルギーと東欧演劇祭で巡演(72年)
- ロック・ミュージック生演奏で義太夫(文楽)を上演(73年と74年)
- 第三世界演劇との共作、ケニア「インターアフリカンシアター」(73年)
- 能・狂言でF.アラバールの不条理演劇を制作演出(74年) 主演：小川真由美
- ロック伴奏の日本舞踊で日本の古典「羅生門」をギリシアで(73年)
- ロックと説教節の「山椒大夫」をメキシコ、ペルー、イタリアで(77年、78年)
- 在日韓国人演劇人との共同制作「草墳(島の掟)」(79年)
- ペルー演劇人との共同制作（日本公演）「勇士オヤンタイ(インカ伝承)」(80年)
- 韓国演劇人との共同制作「海峡」(81年)
- 韓国人形劇と日本の人形劇のコラボ(81年)
- ポルトガル演劇人との競演「尼僧の手紙」(82年) 日本側主演は岸田今日子
- 舞踏（暗黒舞踏系）と狂言「狼少年（寺山修司作）」（95年、96年）

これらのあまりに早すぎた先駆は、日本の文化人、一般演劇ファンはほとんど知られないまま過小評価で終わったが、同業者には大きな刺戟を与えた。
例えば、「ロックと文楽」は、人形師と小屋が若林 彰の創作をその数年後宇崎竜童を起用して話題にさせたが、宇崎らもマスコミも「日本初・世界初の」と謳っていた。その他は、表立っての二番煎じは無かったが演劇界に与えた影響は衝撃に近いものがあったという（好意的な演劇人および、演劇雑誌編集者複数の証言）。
また、文学座の少し先輩(年齢は近い)で、伝統演劇の父：岸田国士の血を引く岸今日子は、晩年の朗読集(CDシリーズ)で若林 彰との共訳の当時の原稿で「ポルトガル尼僧の手紙」を収録しており、若林 彰の名をクレジットしている。
また、これらのコラボレーションは、1990年代末から日本でももてはやされているそれとは大きく異なり、「単なる珍しさ、意外性」では全くなく、「融合によって1+1=2以上の物でなければ茶番だ」（生前の本人談)、であり。そもそも、コラボの「組み合わせ」には周到な論理的な理論が存在した。

#### 日本演劇・演劇人を欧米演劇祭にコーディネート
- 新作狂言を「ヴロツワーフ(ポーランド)演劇祭」に(71年)。
- 寺山修司をナンシーに連れ出す(71年)
- 転形劇場・太田省吾を「ヴロツワーフ(ポーランド)演劇祭」に(75年)。
- かっぽれ(桜川ぴん助・社中)を「イタリア民族芸能祭」に(75年)。
- 日本神話「古事記」を「オーストリア演劇祭」に(75年)
- 和太鼓パフォーマンスを「パレルモ演劇祭(イタリア)」に(76年)。
- 地歌舞によるパレスティナ神話「サロメ」をアメリカ巡演に(76年)。
- 浜田善弥を「カラカス演劇祭(ヴェネズエラ)」に(78)年。
- 暗黒舞踏系舞踏を「パレルモ演劇祭(イタリア)」に(77年)。

#### シェア劇場構想の先駆
1970年（昭和45年）「KSEC」創設前夜、後の「渋谷じぁんじぁん」のスペースを「ナンシー連絡事務所」とその広がりから得た演劇人仲間と「共同運営」を提案していた。が、結局独りが抜け駆けし不動産屋と契約し「渋谷じぁんじぁん」となった。が、その後も同スペース運営者は、若林 彰の実験的公演に多く協力をすることとなった（いずれも生前の本人談と結果的事実）。
「シェアの発想」は、2000年代後半になって一般に広く語られるようになり、1990年代末にも若者たちの間で、ギャラリーやイベント・スペースに於いて実際のものとなった。その20年30年前に若林 彰が創意したコンセプトは、自主運営ではどうしても商業的興行や、貸し出しをせねばならないが、「小屋の芸術性・個性」を守ることが困難になる。その解決のためには、同系の演劇人(戯曲家／演出家／劇団)で共同運営し、その質と傾向を堅持すべき、というものであった。
その後、若林 彰のこの構想は、20年経った1990年代に、幾つかの「カフェ・シアター」や、若林 彰が新規創業に関わった「銀座みゆき館劇場」に於いてほぼ実現した。同じく創業時に関わった「シアターΧ(カイ)」も、出演作品を厳格に吟味し「カラー（と質）の堅持」に努めているが、本質的な目標は近いものがあるとも言われる。
また、若林 彰が関わった「同じ戯曲家の作品を異なる劇団・演出家が競演する」数日に渡るミニ・フェスティヴァルは、自身が「ポルトガル尼僧の手紙」で示したものの延長線にある。「尼僧の手紙」では、同じ舞台と装置を用い、ポルトガル人演出家と俳優（一人芝居）と音響、証明と、日本人のそれを交互に上演した。

#### 召集制劇団の先駆
1970年（昭和45年）の「KSEC」創設当初から、継続して劇団を運営し、俳優、スタッフ、制作、事務の人間を抱え養って行くことから生じる弊害が、日本の演劇の成長を妨げていると主張した。故に、「KSEC」では、まず「作品（と演出意図）ありき」で、興行先、スポンサーを決め、その後に、俳優・スタッフ・制作・事務を召集した。
しかし、単純な理由（スケジュール調整）や、スポンサー、スタッフのどたキャン、助成金のアテ外れや、どたキャン、スタッフの持ち逃げ、俳優・スタッフの引き抜き、企画毎（スポンサー付）の盗難なども相次いだ（複数の関係者の証言）。
しかし、若林 彰は、その問題を俳優・スタッフにはほとんど語らず、独りで背負ったり、極近い側近で処理していたという（同証言）。その結果側近に過負荷を与えたり、フォローし切れない問題（予算面や大道具・小道具が届かないなど）が生じ、俳優・スタッフの不信感に繋がった他、劇場の信頼を失うこともあった。これについては「日本人の文化意識と利己的な抜け駆け根性の問題」と語る者もいれば、「結果が芳しくないのはそもそもやり方の間違い」という酷評もあれば、「単に時代が早過ぎた（不運）」と言う者もある。

#### 演劇理念・手法の先駆
若林 彰は、1960年代（文学座時代）には、小山内薫→ 岸田国士の流れを汲む幾分左翼的・反体制的な演劇と、当時最新・斬新であった前衛・アングラ演劇のフィールドで演劇力を育んだ。
そして60年代後半にF.アラバールおよび、ナンシー（仏）、ウロツワフ(ポーランド)などの「不条理演劇」「恐怖の演劇(テアトロ・パニック)」の強い影響を受けた。
しかし、その当時から若林 彰は「不条理の犯人は、権力、体制、条件、環境だkではない」と説いていた。初期の「逆賊ハロワイン（ベルギーのPre前衛作家ゲルドロード）」から、中期の「羅生門」「山椒太夫」、後期の「草墳（島の掟／在日韓国人戯曲家作品）」のいずれに対しても、その「犯人」は、「自分自身」であることをあぶり出して描こうとしていた。
その意味では、アラバール作品に対しても同様であり、恐らくアラバール自身が気付いていないか、気付いていても認めていない部分まで立ち入って解釈し、演出していた。この意味では、1970年代に若林 彰は早々に「アンチテーゼ」を捨てていたと言われている。
その後、若林 彰が演劇に課した使命は、言わば(おかしな表現であるが)「アンチ・アンチテーゼ」もしくは「脱アンチテーゼ」であり、そのためには「敵（犯人）」を常に複数置き、観衆をどちらか一方に対する敵愾心やアンチテーゼや犯人探しに向かわせないことによって、個々の自己の内面「人間とは？」「自分とは？」に思考を向かわせることに心血を注いだ。しかし、ほとんど理解されなかったことは、当時の関係者の証言から確認される。
具体的には、前述の韓国人および在日韓国人演劇人の作品を取り上げる際は、まず「在韓韓国人と在日韓国人」「在日一世と二世」の対峙・対立を特出させた。従って、観衆は、「日本が悪い！」「いや韓国人が悪い！」などという単純思考は許されなくなるのであった。
同様に、後期の「被爆問題」では、「日本人被爆者＝傷だらけの手」のみならず「元米兵被爆者（広島とネバダ砂漠で被爆した）」の2作品を二年掛かりで上演した。実は、「在日韓国人被爆者」の戯曲の上演も企画され、戯曲家との契約も済み、翻訳が半分進んだところで頓挫したという。
当時「どっちの味方だ？」という揶揄は少なくなかったという。「在日韓国人被爆者の戯曲」が頓挫したのもそれが原因とも言われる。その意見も推測の域を出ないかも知れないが、誰が考えても分かるごく当たり前の日常的な対立構造であろう。

#### 弱者救済の先駆
日本の演劇が、第三次小劇場ブームで、「娯楽性、大衆性、商業性」を賛美していた1980年代に、若林 彰は、日本社会がそれを語り出す20年も前に「弱者（およびマイノリティー）救済」を訴えていた。正確には「救済」ではなく、大勢に対しては、「理解、救済」を訴えつつも、「弱者（およびマイノリティー）」には「自立、自律、誇り、自力での活性、精神性」を訴えていた。
これらは、若林 彰の根本精神に根ざすものであったことは、生前の本人談と、前述の幼少・少年期の体験から容易に推測出来る。
「封建制と自由」「男尊女卑」「年配と若年」「西洋と東洋」「貧富」「階級」「体制・大勢(隷属と追認と日和見)と反骨（および反発やふてくされ）」「選民思想と先住民」などの歴史と社会の対立構造を目の当たりにして来た中で、「対立からは何も生まれない」と少年期に悟っていたのであった。従って、具体的に観衆が理解する「弱者（およびマイノリティー）をテーマにしている」もの以外にも、その精神性は初期の作品にも多く見ることが出来る。
「弱者（およびマイノリティー）」をテーマにしたものでは、「山椒太夫(77年)」では、女性が不条理の極みに置かれる。
前述の韓国関連の作品では、不条理は様々な形で現れて来る。寺山修司作品「狼少年」は元々ラジオドラマであり、若林 彰が仏語に訳しイタリアで賞を取ったものを、寺山追善で1995年（平成7年） ルーマニアの演劇祭で上演され、翌年同演劇祭からアンコール公演にも呼ばれた。
元来、東欧・北欧には、狼の魔神、化身、精霊の伝説が多く、ルーマニア戯曲家の作品で1990年（平成2年）に上演した「預言者バシオン」にも通じる（バシオンでは烏だが）民衆の異端に対する冷酷な感情を、日本とルーマニアを繋いであぶり出した。
その一方で、より積極的に取り組んだ面もある。日本で初めて開催された「国際児童演劇祭（79年）」では監修・審査を勤め、1981年（昭和56年）には、森井 睦作品「異説・酒吞童子」を手話劇で上演した。
同年には、スロバキアで開催された世界聾唖者演劇に人形劇を持って行き、翌1982年（昭和57年）には、カナダで行われた国際先住民演劇祭にアイヌ芸術家との提携作品を出品した。
1985年（昭和60年）の「洛神の賦（駒田信二『三国志』より）」では、中国残留孤児の問題にも取り組んだ。1995年（平成7年）には、創設間もないシアターΧ（カイ）提携で米兵と日本人女性の混血のアメリカでの苦労を語る「ティー」を戦後50周年記念として上演し、自伝作者の日本での講演会も実施した。
このように若林 彰の「弱者（およびマイノリティー）救済」は、大衆（つまり社会と大勢）に対する告発に関しても決して手加減しないのであるが、それだけでは終わらないというところが、今現在においてさえも決して当たり前ではないに違いない。

#### 大都市集中を否定する先駆
若林 彰がその演劇人としての生涯に渡って苦悶した大きなテーマは、日本と海外の演劇交流による日本の演劇の成長・発展・活性化の大きな障壁になっている、日本と海外の「社会・文化性の大きな異なり」であった（生前の本人談）。
それは、海外が、古代メソポタミア・エジプト・ギリシアの時代から（古代インドなども含め）、都市国家から発展しているということである。
しかし日本の場合、縄文・弥生以降、中央集権制が発達し、「都市と村」という二重構造が膨大な年月を掛けて頑強なものになっていると考えていた。
仏ナンシー演劇祭も、ポーランドのヴロッワーフ、イタリアのパレルモ、ベルガモの演劇祭も、皆、都市国家の歴史と土壌の上に成り立つ「文化性に於ける独立自治意識」の賜物であるのに対し、日本の場合、戦国時代の九州博多や大阪堺の商人文化、島津の文武両道などなど、および江戸時代の藩単位の文化性はあっても、明治以降は独自な「独立自治意識」で光るのは大阪位なものであると評していた。
1980年代〜90年代前半に企業メセナや自治体に資金がある頃には、例えば北陸富山で国際演劇祭や、あちこちで世界民俗芸能際が行われたが、自治体・企業の資金が底を突いた後、住民がそれを継続する気概も動きも存在しないのは事実であろう。伝統的な祭りだけは継承されているが、それは風俗的であり、文化（新たなものを吸収し独特な個性で消化表現する）ものではないと説いていた（生前の本人談）。
これに対しては、1970年代に若林 彰の後輩および門下のような立場で、今日でさえ「恩師のひとり」と公言する、名古屋に集中する演劇人の証言がある。ひとつは、若林 彰の東欧巡業で苦楽を共にした、劇団シアター・ウィークエンドを主宰する松本喜臣は、帰国後の進路を模索していた頃「東京じゃなければ出来ないという考えでは駄目だ」と帰郷を促され、以後40年に渡って地元名古屋で「生活の中に自然に存在する演劇鑑賞」を提唱し続けている。
同じく名古屋で、言わば松本とは反対の、前衛・実験劇、およびアラバールなどの不条理演劇の伝統を引きつつ、基本にロルカなどのスペイン演劇の精神性と文化を紹介し続けている劇団クセックACTを主宰する神宮寺啓も、70年代末に同じ様に地元での活動を強く促されたという。神宮寺の劇団名の「クセック」は、「国際青年演劇センター：KSEC」の継承者をも意味している。
しかしその後、およびその他の都市については、その実践者はいないようである。

## エピソード
鳥類飼育
長男長女の幼少時代の悲しい記憶では、子供たちを楽しませようと、飼育していたムクドリの卵で小さな「目玉焼き」を作ってみせたが、子供たちは可哀想でならなかったという。
傷つき易く優しい性格と裏腹に、大雑把でやんちゃな性格が同居し、しばしばその葛藤は、二重人格的に交錯したのであろうか。文学座退座と共に総ての鳥類を手放すなど、「ALL OR NOTHING」の極端な行動も見せたという。インド孔雀の累代飼育には何度も成功し、ニッカウィスキー仙台工場の森に納めたこともあるという。
思想遍歴
1965年（昭和40年）、日中国交直前の戦後初の文化交流使節として文学座が訪中したメンバーにあり、35年振りに生まれ故郷の地を踏んで、しばらくは毛沢東贔屓だったというが、数年後には自民党贔屓に転身。五十歳を過ぎてから水戸藩士の先祖の家系図を作り、神道に傾倒するなど、思想遍歴があった。
これも幼少期からの心の納まり処を求める心理の為せるものであろうが、誤解する人間も多かったという。
しかし、この「心の旅路」とも言える「思想遍歴」によって、比類無き引き出しの豊富さ、他が気づかない、見逃すことがらに着目した非凡な視座には、強い影響を受けた演劇人が少なくないという。
外人役に向く
1969年（昭和44年）文学座が国立劇場で大々的に公演した「五稜郭」では、榎本武揚の仏人軍事顧問役を担ったが、「他の誰よりも鼻に盛る粘土が少なくて済むからさ」と笑っていたという。以前同座では本番中に鼻の粘土が落ちる事故があったらしい。
水戸藩士の末裔としては、芸名の由来（という説がある）となったともいわれる、彰義隊志士の役でもやりたかったのかも知れない。
その自他共に認める日本人離れした鼻も、ナンシー国際演劇祭に参加した際、パリの大規模なデモに巻き込まれゲバ棒の類いが鼻を直撃し、以後は5mm程低くなったともいわれる。
コンプレックスを嫌う
「日本人離れした風貌」と、当時としては長身であったところに、仏文科を出、英語、仏語には不自由がなく、その他、伊語、西語、独語、ロシア語なども会話した語学力が基本になり、「外国にものおじしない」意識が、国際演劇祭での活躍の原動力であったと、松本喜臣(劇団シアター・ウィークエンド主宰)は語る。
同時に、「日本人、外国人分け隔てなく」演劇に対する情熱をぶつけ、現地スタッフと喧嘩することもあったと言う。
松本はまた、「東京至上主義的な地方文化人特有の意識を変革させられた」ことが名古屋に帰郷し世界に目を向ける原点となったとも語った。
また、ある演出家は、「丸い真珠より少し歪んだ真珠がどんなに美しいか！これがネオ・バロッコ演劇の美意識だ」の言葉を記憶すると述べた。
自分の意見を持たない人間は存在すら認められない
上記の松本の想い出話しは、後期KSECの制作を数年担当し、後に演劇からは離れた制作・演出家も同じ様に述べたという。
海外公演、演劇祭参加に助手として随行した氏によると、「語学力で対等に渡り合う」ことは勿論だが「自分の意見を即座に述べない者は、翌日から食事のテーブルも同席してくれないほどスポイルされる」と語ったという。
それは、様々な国の演劇を鑑賞し合った後の「どうだった？」に対し、「何処がどのように」であり、それが「演劇論」および「前衛演劇の使命」の中でどのような意味を持つか迄語れねばならないのであり、日本人の多くが言う「良かった！」「感動した！」などでは到底相手にされないのだ、と語り、実際その様子を現地で日々目の当たりにしたという。
逆に、日本人のスポンサー(企業や財団の担当重責にある者)に対して、この次元で「つまらない人間だ」と思うと挨拶さえしないので、「(そんなで大丈夫なのか？)ハラハラした」と言う。実際は、「大丈夫じゃなくなることが多かった」とも言い、「それが日本だというのに、彼は日本でも外人のようだった」と語った。
精神性と集中力を重んじる
長男が小学生の時、叱られるのが怖くて、部屋の隅でマンガを読んでいたら、突然激怒し、「そんなところで、そんな悪い印刷を見ていたら眼が悪くなる、これを一日中掛けていろ！」と、芝居小道具の「だて眼鏡」を掛けさせられたという。こそこそ隠れてすることが許せなかったらしいが、その時の長男には通じなかったという。
子供の教育に対しては容赦なく、常に一方的であった。同じ頃、玩具の短銃を母親に強請っていることを知ると、やはり突然激怒し書斎の大机の下に押し込め、数分で「割り箸細工のゴム鉄砲」を作って見せ、「同じものを作る迄出さん」とその見本と材料を投げ入れたという。
後に長男は、手に入らない世界の民族楽器を自作する様になる。それでもなんとか入手したい楽器があり、借金を願い入れたところ「相変わらず物が無いと出来ないのか！」と一蹴したという。
要領の悪さか、不運か、タイミングか？
「日本で初めて」という斬新、画期的な企画を多く実行したが、一般の認知度は高くない。それどころか、ケニアの音楽・舞踊・演劇の総合芸術グループ「インターアフリカンシアター」は、一二年後に渡辺貞夫との共演で脚光を浴び、文楽とロックの共演「歌暦今曽根崎」は、数年後宇崎竜童によって脚光を浴びた。
KSEC創設前後から晩年に至る迄、盟友であり続け、KSECの公演も幾度も行った日本のライブスポットの原点「渋谷ジァンジァン」は、元々有志数名と共同開設を計画中に、独りで資金を工面した者の独占で開設されたとも言われる。
アラバールの翻訳も、日本に最初に知らしめた存在であるにも拘らず、独占することはなかった。が、両者の処女作「戦場のピクニック」は、不朽の名作として、今でも若林彰の名を世に記憶させている。
「先見の妙」に長けたが「時代に先んじ過ぎた」の評もあり、「一般の関心が出始めた頃には先のことに夢中になっていて、評価や評判に無関心だった」と言う説もある。

## 芸名
水戸藩士の家柄のため、先祖代々「忠義の忠」を本名に持つことに合わせ、若林 彰の三代前(曾祖父)第八代当主：若林千十朗忠勝は、第十代藩主中納言徳川慶篤順公(水戸藩最後の藩主の異母兄)の馬廻組頭(藩主警護専門の親衛隊)を勤め短刀を拝受したと言う。
慶篤公は、江戸徳川の最後の藩主徳川慶喜の同母兄であり、「彰義隊」は、徳川慶喜警護の親衛隊であった。それにあやかって彰義隊の「大義を彰か」を芸名にしたという。幸いにも文学座での最後にして最大の役を得た「五稜郭」では、新政府側ではなく、幕府方榎本武揚の仏人軍事顧問の役を得た。

## 活動
俳優としての活動は二十年足らずで、演出家としては三十年。翻訳家としては四十年程。自らの演出作品での演技は無かった。
演出家としては、マニアックなファン、多大な影響を受けたと絶賛する後輩、一目置く同業が少なくなく、大小劇団は勿論、大学演劇部などがアラバールを上演する際には引き立てられることもあったが、一般大衆の認知度は低い。
長男長女は、父親が役者であると知られると、たいがい十歳は若い俳優若林 豪と思い込まれたという。
1970年代は、世界の最先端の芸術と交流し、次々にそれを日本に紹介することに努めたが、50歳代以降は、マイノリティーへの精力的な支援に取りかかった。自身も病弱な幼少期を過ごしたが、親族に病弱や障害者が少なくなかった。
長崎原爆被爆者の叙事詩の英訳と演出でアメリカ三都市巡演を果たしたのは70歳に至っていたが、その30年近く前、戦後初めて米軍が公開した原爆記録フィルムのナレーションを担っていたが、そのことは原爆を描いた二作の関係者の誰にも言わなかったと言う。

## 性格
前述のように、複雑な家庭環境、非凡な幼児体験を経て、その内在する心理の複雑さには、自身も苦悶の日々であったとも言われる。
故に、アラバールなどが描いた一般人的解釈では、矛盾する心理が同居しているような人格を見事に訳し、演出し得たのであろう。
水戸藩の反骨と自尊の傾向を持つ一方で、純粋さでも知られ、人の足を引っ張ってまで利する様な芸当は出来なかったと言われる。
むしろ、足を引っ張られたり、抜け駆けされることばかりのようでもあった。さらに、お人好しの性格も災いし，何度が詐欺にあって、大金を奪われているとも言う。
幼少期の臨死体験、文学座入座前後の結核の所為で刷り込まれた「必死に頑張ろうとすると身体に止められる」という本音を漏らしたことがあると言う。
そんな身体を騙し騙しの活動にしては、年に幾度も海外演劇祭に参加する一方で、国内公演も多く勢力的であった。
「また身体に止められる前に、これをやり遂げてしまおう」のような、常に身体と命、病魔に怯える内在意識が災いし、「短気、せっかち」の評を受けることも少なくなかったが、「時は命、命は時」と思うが故のものであったとも言われる。
その独特な感覚を理解する者は少なかった。結局は、80代半ば越えの大往生。日本の演劇界に充分投石し続けたが、変えるには至らなかった。

## 出演略歴

### 演劇
- 1954年（昭和29年） 研究生採用
- 1955年（昭和30年） 1月「シラノ・ド・ベルジュラック」で初演、研究生、見物人役
  - 9月「なよたけ(加藤道夫)」村人、武士の二役、台詞無し
- 1956年（昭和31年） 「聖女(三島由紀夫)」悠一(ウクレレを弾く男)役
  - 8月「美しきフラノの娘(八木柊一郎)」牧夫、大勢、台詞無し
  - 11月「鹿鳴館(三島由紀夫)」英海軍士官役、台詞無し
- 1957年（昭和32年） 3月「泥棒達の舞踏会(ジャン・アヌイ)」アトリエ公演
  - 5月「陽気妃(飯沢 匡)」玄宗の従者、台詞無し
  - 8月「明智光秀(福田恆)」兵隊、職人、三宅式部の家来、台詞？
  - 10月「鹿鳴館(三島由紀夫)」紳士と給仕、台詞無し
- 1958年（昭和33年） 3月「鹿鳴館(三島由紀夫)」楽士、写真技師、台詞無し
  - 4月「国性爺(矢代静一)」兵士三役、台詞無し
  - 6月「マリアンヌの気紛れ(ミュッセ)」アトリエ公演、刺客
- 1962年（昭和37年） 1月「パリ繁盛記(中村光夫)」展覧会の客、台詞無し
  - 5月「光明皇后(有吉佐和子)」藤原房前と廷臣数名の一人
  - 6月「唖のユミュリュス(ジャン・アヌイ／中西由美演出)」
- 1963年（昭和38年） 「準座員」昇格。三島由紀夫退座。
  - 1月「クレランバール(マルセエル・エーメ)」16名中の修道士
  - 「日本の孤島(小山祐二)」村人の声のみ
  - 「調理場(ウェスカー)」ガストン(3月)、レイモンド(8月)役
  - 6月「トスカ(サルドゥ)」兵士／貴族二役
  - 9月「萩す々き(久保田万太郎)」
  - 11月「城(カフカ)」教師役
- 1964年（昭和39年） 演技部昇格
  - 3月「三人姉妹(チェーホフ)」ソリョーヌイ役
  - 6月「霊柩車とともに(高見沢文江)」北原役
  - 7月「欲望という名の電車(T・ウィリアムズ)」医者役
- 1965年（昭和40年） 4月「友絵の鼓(人見嘉久彦)」藤一役
  - 10月「戦場のピクニック／青い風船」アトリエ公演、翻訳を担当
- 1966年（昭和41年） 1月「かくて新年は(森本薫)」アトリエ研究公演
  - 3月「山壁(水上勉)」来栖甚三役
  - 8月「犀 (イオネスコ)」論理学者の役
- 1967年（昭和42年） 1月「シラノ・ド・ベルジュラック(文学座30周年記念公演)」 キュイジィ役／兵隊の役兼任。
  - 6月「五人のモヨノ(飯沢匡)」堀口役
  - 12月「ヘッダ・ガブラー(イプセン)」出演、アトリエ(研究発表)公演
  - 8月「海鳴(水上勉)」久治役
  - 11月「大寺学校(久保田万太郎)」軍人役
- 1968年（昭和43年） 5月「メアリースチュアート(シラー)」ベリーヴル役、国立(小)劇場
- 1969年（昭和44年） 2月「五稜郭血書(国立劇場)」仏軍事顧問役
- 4月「握手・握手・握手(飯沢 匡)」シャルパンティエ役
- 1972年（昭和47年） 文学座退座

### ラジオドラマ
- 1962年 NHKラジオドラマ「アンデルさんの記」娘を出演させる
- 1966年 NHKラジオドラマ「コメット・イケヤ(寺山修司作品)」
  - イタリア賞グランプリ受賞(仏語によるプレゼンも担当)

### テレビドラマ
- 1964年 TBSドラマ「おかあさん-2／第221回：冬のたたかい」
- 1968年 NHKドラマ「陽気なマッケイ」
- 1968年 TBSドラマ「泣いてたまるか／第75回：東京よいとこ」
  - スター劇場「春は五年目」
- 1970年 NHKドラマ「タイムトラベラー(佐々木昭一郎作)」望月博士役
- 1972年 『新・平家物語』（NHK大河ドラマ、1972年） - 平弥兵衛宗清役
- 1974年 NHKドラマ「夢の島少女(佐々木昭一郎作)」少女の愛人役

### 吹き替
- 1983年 NHK米ドラマ「大草原の小さな家(第一話〜)」インディアンの酋長ブック・モヒカ役

### ドキュメンタリー
- 1968年4月 戦後初めて米軍が公開した原爆記録フィルム
  - 広島・長崎における原子爆弾の影響」ナレーションを担当。

### 演出
自らが主宰したKSEAC(国際青年演劇センター)での演出経歴は以下の通り。
- 1967年 ルーマニア政府招待、演劇視察。(ルーマニア戯曲翻訳の功にて)
- 1970年5月 仏ナンシー国際演劇会議に出席
- 1970年7月 「ドストエフスキーという名の亀(アラバール)」東京目黒
- 1971年3月 「三輪車の男たち(アラバール)」自由劇場、アテネフランセ
- 1971年4月 第八回ナンシー演劇祭、オブザーバー、結城人形座、天井桟敷、青年座
- 1971年8月 ナンシー演劇祭主宰者ジャック・ラング日本招待
- 1971年10月 第三回ヴロッワーフ(ポーランド)演劇祭の新作狂言参加をコーディネート
- 1971年11月 第一回第三世界演劇祭(マニラ)参加
- 1972年4月 第二回ソフィア演劇祭参加「逆賊ハロワイン(ゲルドロード)」謡曲を導入
- 1972年5月 「逆賊ハロワイン」ルーマニア，ポーランド巡業、第一回ハンガリア・パントマイム祭参加
- 1972年9月 第三十一回ベニス・ビエンナーレ参加、能狂言、歌舞伎、現代狂言、新劇(三十人会)をコーディネート
- 1972年11月 「逆賊ハロワイン」ベルギー・ブラッセル公演
- 1973年3月 KSEC名古屋スタジオ設立、
- 1973年4月 文楽とロック「歌暦今曽根崎」人形師：吉田小玉、他、渋谷ジァンジァン
- 1973年7月 「羅生門」日本現代舞踊、ロックを導入、振り付け：花柳伊千兵衛渋谷ジァンジァン
- 1973年8月 インターアフリカンシアター 渋谷ジァンジァンLIVEを制作
- 1973年10月 第三回ヴロッワーフ演劇祭の天井桟敷参加をコーディネート
- 1974年3月 「梅川・忠兵衛」文楽とロック、人形師：吉田小玉、他、渋谷ジァンジァン
- 1974年6月 ギリシア文化芸術祭参加「羅生門(舞踊七景)」振り付け：花柳伊千兵衛
- 1974年8月 KSECラテンアメリカ委員会設立、
- 1974年10月 ヴィシナル演劇実験室(ベルギー)日本招聘、制作。
- 1974年11月 アラバール74TOKYO 西武劇場、アートシアター新宿文化
出演：小川真由美、三宅右近、坂本長利、冷泉公裕、ジョージ・メノエ
  - 現代狂言、マイム、アラバール監督映画上映
- 1975年7月 第十八回オーストリア演劇祭参加「古事記(中城まさお作演出)」コーディネート
- 1975年8月 第四回イタリア民族芸能祭参加、「かっぽれ(桜川ぴん助)」コーディネート
- 1975年10月 第五回ヴロッワーフ演劇祭の転形劇場参加をコーディネート
- 1976年4月 第七回パレルモ演劇祭のアートスペース乱気流、千手魚身太鼓の参加をコーディネート
- 1976年5月 第三回カラカス演劇祭参加、「代執行」浜田善弥劇場
- 1976年6月 第二十一回レフカス民族芸能祭、招待
- 1976年11月 地歌舞(出雲蓉舞と踊りの会)による「サロメ」アメリカ巡演
- 1977年4月 第八回パレルモ演劇祭の舞踏社参加をコーディネート
- 1977年5月 第五回セルバンチノ芸能祭(メキシコ)「山椒大夫」
  - 「山椒大夫」ペルー・リマ公演
- 1977年8月 第二回国際ワークショップ・ベルガモ(イタリア)招待
- 1978年3月 「山椒大夫」日本公演、三百人劇場
- 1978年4月 第九回パレルモ演劇祭「山椒大夫」参加
- 1978年10月 第一回演劇と開かれた芸術のための国際会合
  - ウロツワフ(ポーランド)、「山椒大夫」参加。出演：日色ともゑ他
  - 第二十一回リェージュ(ベルギー)演劇祭、「山椒大夫」参加
- 1979年3月 アトリエ公演「聖体拝受／遁走曲(アラバール)」アートシアター新宿
  - ミュージカル「埋もれ木たち (長谷川伸作)」於：壁装館
演出：森井 睦／演出協力：若林 彰
- 1979年8月 国際児童演劇フェスティヴァル、審査員。
- 1980年 国際演劇祭・手話劇「異説・酒吞童子(森井睦)」
- 1980年3月 「狂気の館(D.R.ポペスク)」訳・演出、シアターグリーン
- 1980年11月 在日韓国演劇人との提携公演。「草墳(島の掟／呉泰錫作)」日本語訳、韓国音楽と切り狂言の共演
- 1980年12月 日本ペルー合同公演「勇士オヤンタイ(インカ伝説)」翻訳・演出　三百人劇場、出演：市村俊幸他
- 1981年 手話劇「異説・酒吞童子(森井睦)」労働会館ホール
- 1981年 韓国人形劇招待公演、テアトル・ダール
- 1981年10月 第三世界演劇祭(韓国初の国際演劇祭)「海峡」出演
- 1982年 「ポルトガル尼僧の手紙」訳・演出、出演：岸田今日子、草月ホール
- 1982年 国際先住民演劇祭(カナダ)　アイヌ芸術家と提携出演
- 1982年11月 「羅生門」劇団テアトル・ダール 第二回研究公演
- 1983年5月 「デカメロン」劇団テアトル・ダール 第三回研究公演
- 1983年11月 「山椒太夫」劇団テアトル・ダール 第四回研究公演
- 1984年10月 「ミミ・パンソン(A・ミュッセ)」劇団アティック第一回
- 1985年4月 「セビリア狂騒曲(セルバンティス幕間劇集脚色)」オリジナル・ミュージカル／劇団アティック第二回
- 1985年11月 「洛神の賦　(駒田信二『三国志』より)　劇団アティック第三回公演 オリジナル・ミュージック
  - 「何て退屈(S.ベケット)」翻訳脚本、七ッ寺共同スタジオ
- 1987年 「インカ詩集」アンデス音楽と朗唱、大谷ストーンフェスティバル参加、
- 1988年5月 「死にっぱぐれの舞踏会」「喪服の女たち」(M・ド・ゲルドロード／若林 彰訳・演出)
- 1988年 テアトロ8月号 公演写真紹介
- 1989年10月 「羅生門(舞踊劇)」国際ムーヴィング演劇祭 (ハンガリー・ブダペスト)
- 1989年11月 「羅生門」東京北区主宰文化祭：田畑駅前特設テント
- 1990年11月 世界伝説ドラマ(三作)東京国際演劇祭90 参加
  - 「預言者バシオン、アプ・インカ・アタワルパ、耳なし芳一」
  - KSEC創立20周年記念、東京国際演劇祭参加
- 1991年4月 「銘々のテーブル(T・ラティガン)」池袋：二つの部屋
- 1992年2月 「深い青い海(T・ラティガン)」池袋：二つの部屋
- 1993年1月 「晩餐会への招待(G・フォワシー)」ギィフォワシィーシアター、銀座みゆき館劇場
- 1994年4月 「薮の中」羅生門マイム舞踊／原作：芥川龍之介／脚色・台本・演出　若林彰、ルーマニア国際演劇祭出演参加
- 1994年6月 「ヘルゲランの勇者たち(H・イプセン)」：銀座みゆき館劇場
- 1995年2月 シアターΧ(カイ)提携「ティー(ベリナ・H・ヒューストン作)」戦後50周年記念
- 1995年5月 「狼少年(寺山修司」津軽三味線による叙事詩　第二回ルーマニア演劇祭招待作品
- 1996年1月 「決闘(露クープリン)」両国シアターX　悲劇喜劇4月号　わが日記 クプリーン
- 1996年3〜4月 「狼少年(寺山修司)」津軽三味線による叙事詩　寺山修司十三回忌記念／ルーマニア演劇祭アンコール招待
- 1997年9月 叙事詩「傷だらけの手(藤川健夫)」米三都市巡演、長崎被爆詩人：福田須磨子の半生-英語版
- 1999年2月 「原子野(ケニスロビンス)」ヒロシマ調査から多数の核実験に従事し被爆した米海兵隊員の記録
- 2000年7月 Kennneth Robbins来日講演「アメリカ人戯曲家から見た広島・長崎」調布市文化会館

### 翻訳
- 1967年　ルーマニア戯曲家ミハイル・セバスチャン「Stop News／Ultima Ora」
- 1968年 アラバール戯曲集1「戦場のピクニック」思潮社 (品切れ中)
  - 「戦場のピクニック」「青い風船」「祈り」「二人の死刑執行人」「ゲルニカ」「ファンドとリス」「ポンコツ車の墓場」「卵の中のコンサート」
- 1979年 アリストテレス・フォー・エブリボディー（M・J.アドラー 著） ;下島連と共訳　日本ブリタニカ
- 1985年 アラバール戯曲集3「赤と黒の夜明け」思潮社
  - 「ドフトエフスキーという名の亀」「遁走曲(フーガ)エロチカ」「赤と黒の夜明け」「三輪車の男たち」「彩られた青春」
  - 「殺された黒人のための儀式」「雲の上の牝羊」「ベラチャオ(千年戦争)」

この他にも、「テアトロ」「新劇」などの演劇雑誌への寄稿、戯曲翻訳で、舞台公演は為されたが出版されていないものは多い。